# Agde
Agde je zhruba dvacetitisícové městečko v ústí řeky Hérault na pobřeží Středozemního moře. Kdysi zde stávala fénická a později řecká osada, dnes je to rybářský přístav s malebnou starou zástavbou a románskou katedrálou sv. Štěpána z tmavě šedého čediče, která bývala i sídlem biskupství.
Pro českou a slovenskou historii má význam jako místo formování československého zahraničního vojska v letech 1939–1940.

## Historie
Před miliony let vymodelovala toto místo sopečná činnost. Řecké město Agathé (neboli Krásná), nejzápadnější starořecký přístav v Galii, bylo založeno Řeky z Fókaje roku 560 před n. l.[zdroj?] Mezi archeologické nálezy patří nálezy etruských, fénických, řeckých a italických nádob i lodních vraků v ústí řeky Hérault, nález Mladík z Agde – bronzová řecká socha ze 4. století př. n. l.
V 6. století zde již bylo biskupství; biskupský stolec neobsazený od konce 7. století do roku 788 svědčí o úpadku církve v době stěhování národů. Východofranský majordom Karel Martel při své neúspěšné výpravě proti Arabům roku 737 spálil Nîmes, Agde a Béziers, avšak teprve roku 739 obnovil královskou moc i v této oblasti.
V románském Francouzském království zde bylo jedno z četných kulturních středisek architektury, sochařství a mozaiky. Mezi další činnosti patřily loděnice, solivary, rybolov. Město i přístaviště ožilo v souvislosti s dokončením plavebního kanálu du Midi v roce 1681. V roce 1925 mělo město 10 tisíc obyvatel.

## Agde a formování československého zahraničního vojska

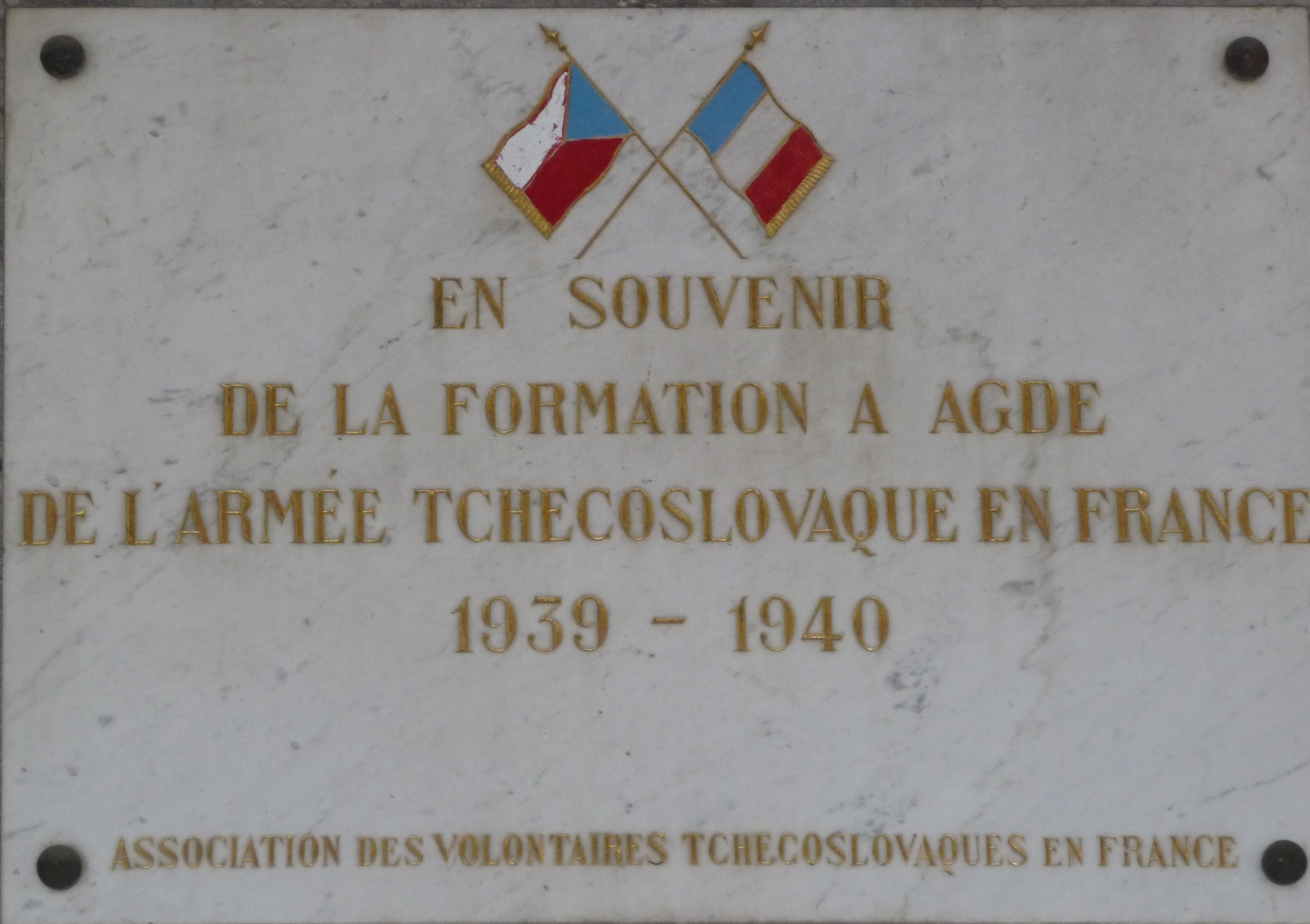
Agde - pamětní deska československé armády

Čechoslováci, kteří po německé okupaci Československa chtěli proti nacistickému Německu bojovat, se převážně soustřeďovali ve Francii. Do vypuknutí války v září 1939 bylo jen z Polska do Francie přepraveno přes 1 200 mužů. Další přicházeli „balkánskou trasou“. V té době mohli českoslovenští vojáci pouze nastoupit službu v Cizinecké legii nebo ve francouzských koloniálních jednotkách s tím, že v případě války mají vzniknout československé jednotky. Od září 1939 vzniknul v Agde, na místě bývalého internačního tábora pro republikánské uprchlíky ze Španělska, tábor, kde byla československá vojska formována. Byli zde soustředěni Čechoslováci z Cizinecké legie a koloniálních vojsk, spolu s dalšími československými dobrovolníky.
První pěší pluk vznikl v Agde 16. října 1939. Československé vojsko se dále rozvíjelo - v únoru 1940 mělo čs. vojsko ve Francii 8535 mužů. Po napadení Francie Německem bylo částečně zapojováno do bojů. Po porážce Francie byli českoslovenští vojáci vesměs evakuování do Anglie.

### Vybrané čsl. osobnosti, které prošly Agde
- Armádní generál Tomáš Sedláček (1918–2012), který se zde v polovině května 1940 hlásil k 1. československé pěší divizi a působí v hodnosti poručíka dělostřelectva až do porážky Francie, se stal čestným občanem tohoto města.[2]

- Do zahraničního vojska zde byl odveden např. parašutista skupiny Zinc Viliam Gerik,[3] ve své době slavný boxer Vilda Jakš, člen výsadku Benjamin Otmar Riedl a mnoho dalších statečných mužů.

## Stavební památky
Kolem některých středověkých kostelů bylo vybudováno mohutné opevnění - které často obklopovalo i hřbitov - s hradebními ochozy a cimbuřím a také s přídavnými obrannými věžemi. Takové opevněné kostely poskytovaly ochranu obyvatelstva, v jižní Francii byly budovány zčásti i na ochranu proti pirátům. Agde má stavbu opevněné karolinské katedrály sv. Štěpána z počátku 9. století, vystavěné z černého čediče, je to valenou klenbou sklenutý jednolodní kostel. Katedrála byla obnovena v 17.-19. století.

## Okolí
Na mořském břehu ležící sousední letovisko Cap d'Agde bylo postaveno jako napodobenina místní rybářské vesnice. Vlastní mys je čedičový výběžek do moře. Toto výjimečné místo slouží i jako rekreační přístav jachet. Je zde největší naturistické středisko v Evropě, které pojme 20 tisíc lidí. Je zde celkem sedm pláží, Aqualand, Fort de Brescou. Toto největší letovisko na koupání v regionu (tj. Cap d'Agde s okolím) má kapacitu 160 tisíc lůžek.

## Etymologie názvu
Jméno města je odvozeno od názvu původní řecké osady Agathé Tyché (šťastná náhoda).

## Vývoj počtu obyvatel
Počet obyvatel

## Partnerská města
- Antequera